# Gbolouville
Gbolouville  è una città e sottoprefettura della Costa d'Avorio appartenente al dipartimento di Tiassalé. Conta una popolazione di 28 854 abitanti (censimento 2014).